# وقار حشیم‌اف
وقار حشیم‌اف (ترکی آذربایجانی: Vüqar Həşimov) یک استادبزرگ شطرنج اهل جمهوری آذربایجان است.

## زندگی‌نامه
وقار حشیم‌اف در ۲۴ ژوئیه سال ۱۹۸۶ زاده شد. وی در ۱۱ ژانویه سال ۲۰۱۱، در مطب هایدلبرگ که در آنجا بستری بود، درگذشت. استاد بزرگان شطرنج و متخصصان ورزشی در سراسر جهان به مرگ وقار حشیم‌اف واکنش نشان دادند. تیمور رجبوف، یکی از نزدیک‌ترین هم‌تیمی‌های حشیم‌اف، گفت که او نمی‌تواند «هیچ حرفی برای ابراز عمیق‌ترین غم و اندوه خود» پیدا کند.
او در پارک مفاخر ۲ باکو به خاک سپرده شد.
الهام علی‌اف، رئیس‌جمهور آذربایجان در واکنش به مرگ زودرس این شطرج باز اظهار داشت: «خدمات وقار هشیماف به ورزش آذربایجان بی‌نظیر است. وقار هشیم‌اف سهم قابل ملاحظه‌ای را در توسعه مدارس شطرنج آذربایجان داشت و نام کشور را با پیروزی‌های شگفت‌برانگیز خود معروف تر و برجسته تر نمود.»

## کارنامه شطرنجی
در سال ۲۰۱۰، وقار حشیم‌اف حائز رتبه اول در مسابقه شطرنج رجو نل امیلیا که، از سال ۱۹۵۸ به‌طور مستمر در کشور ایتالیا برگزار می‌شود، گردید.

### مسابقات تیمی
در سال‌های ۲۰۰۲، ۲۰۰۴، ۲۰۰۶ و ۲۰۰۸، وقار حشیم‌اف به همراه تیم ملی آذربایجان در المپیادهای شطرنج حضور پیدا کرد. در سال ۲۰۰۹، به عنوان عضو تیم ملی جمهوری آذربایجان مدال طلای قهرمانی شطرنج تیمی اروپا در نووی ساد را ازآن خود کرد.
افزون بر این‌ها، حشیم‌اف در تعداد کثیری از تورنمنت‌های داخل آذربایجان و بین‌المللی شرکت کرده و برنده رتبه اول آنها شده‌است.

### سبک بازی
وقار حشیم‌اف به ویژه مهارت خود در سبک شطرنجِ سریع و برق‌آسا از آوازه بسزایی برخوردار بود.
او در اوج کارنامه شطرنجی خود سبک «بنونی مدرن»، یکی از انواع غیرمشهور شطرنج را مجدداً زنده کرد؛ سرآغازی که در میان شطرنجیان برتر محبوبیت نداشت، ولی منجر به کسب نتایج خوب وی در برابر استاد بزرگان شطرنج به نحوی که حتی بتواند شطرنجبازان برجسته و قوی دوران خود مانند الکساندر گریشچوک را نیز ببازد، گردید.